# 1933 في سويسرا
فيما يلي قوائم الأحداث التي وقعت خلال عام 1933 في سويسرا.

## رياضة
- 2 سبتمبر – طواف سويسرا 1933 الفائزون Albert Büchi [الإنجليزية]‏، غاسبار رينالدي، فريق سويسرا لركوب الدراجات  [لغات أخرى]‏، ماكس بولا.

## مواليد

### مارس
- 15 مارس – تشارلز بونيت عالم مصريات سويسري.
- 22 مارس – إيفيلينه هاسلر كاتبة سويسرية.

### أبريل
- 9 أبريل – رينيه بوري مصور سويسري.

### يونيو
- 6 يونيو – هاينريخ روهرير فيزيائي سويسري.

### يوليو
- 25 يوليو – إلوين فريدريك
- 26 يوليو – أتيليو موريسي درّاج طريق سويسري.

### أغسطس
- 14 أغسطس – ريتشارد إرنست
- 29 أغسطس – أرنولد كولر سياسي سويسري.

### أكتوبر
- 26 أكتوبر – والتر كيلر لاعب هوكي جليد سويسري.

### ديسمبر
- 18 ديسمبر – رينيه هالر

## وفيات

### أبريل
- 28 أبريل – هيرمان ساهلي (مواليد 1856) طبيب سويسري.

### يونيو
- 25 يونيو – جيوفاني جياكوميتي (مواليد 1868) فنان سويسري.

### نوفمبر
- 23 نوفمبر – كونراد إتش. فريد (مواليد 1833) عالم نبات سويسري.